# José de Bustamante y Guerra

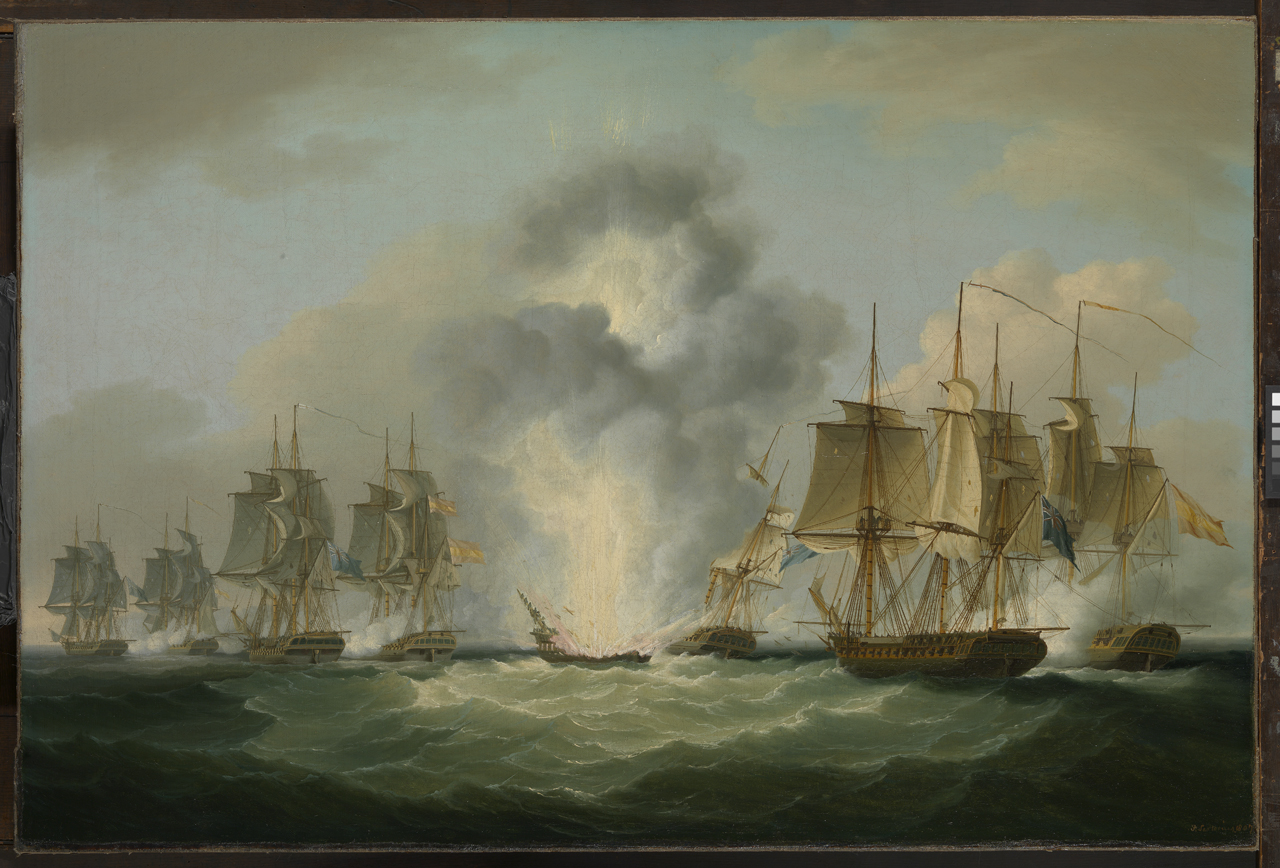
Batalla contra els britànics al Cabo de Santa María, Banda Oriental, actual Uruguai.

José de Bustamante y Guerra (Corvera de Toranzo, 1 d'abril de 1759 - Madrid, 10 de març de 1825) fou un militar i polític espanyol, que va servir a Amèrica com a sisè governador de Montevideo, entre altres càrrecs.
El 1770, Bustamante va formar part de l'Academia de Guardiamarinas de Cadis. Poc després, va ser destinat a les Filipines. També va participar en la navegació de Malaspina. Al mateix temps també va realitzar viatges per les Bahames, Cuba i Puerto Rico.
El 1782 va lluitar contra els anglesos a Gibraltar. El 1797 va ser designat com el nou governador de Montevideo, encarregat de protegir les colònies espanyoles de la costa riuplatenca. Va tornar a enfrontar-se als anglesos el 1804 a la costa atlàntica de l'actual departament de Rocha. Aquest mateix any va deixar el càrrec de governador i es va traslladar a Europa, on va combatre novament, al costat de França, contra l'exèrcit britànic a la batalla de Trafalgar.
Va prestar el seu suport al rei Ferran VII d'Espanya i, el 1810, va ser destinat a Hondures i altres parts de l'Amèrica Central. Va ser destituït l'agost de 1817 i va tornar a Espanya el 1819. Aquest mateix any va entrar novament a formar part de la Junta d'Índies. El 1820 va ser recompensat amb la Gran Creu de l'Ordre Americana d'Isabel la Catòlica i fou nomenat director general de l'Armada fins a 1822. El 1823 va ser integrant de la Junta d'expedicions a Amèrica, i un any després, va tornar una altra vegada a la direcció general de l'Armada i va treballar al Ministeri de la Marina de Madrid fins a la seva mort el 1825.